# Gnophos dioszeghyi
Gnophos dioszeghyi là một loài bướm đêm trong họ Geometridae.